# Ángeles Santos Torroella
Ángeles Santos Torroella (Portbou, Alt Empordà, 7 de novembre de 1911 – Madrid, 3 d'octubre de 2013), de vegades referida amb el diminutiu Angelita, va ser una pintora i artista gràfica catalana.
Pintora precoç, la seva obra primerenca es troba a cavall entre l'expressionisme i el surrealisme, tot i que posteriorment es va decantar cap al postimpressionisme. Considerada tota una revelació juvenil, es feren ressò de la seva pintura molts intel·lectuals contemporanis a finals dels anys 20 i principis dels anys 30 del segle xx.
Va formar part del cercle de dones intel·lectuals i artistes de la pintora russa Olga Sacharoff, entre les quals hi havia les pintores Soledad Martínez, Marie Laurencin, Dagoussia i Laura Albéniz, les escultores Lluïsa Granero i Maria Llimona o les escriptores Clementina Arderiu i Elisabeth Mulder.
Ja el 1931, amb 20 anys, presentà una exposició individual a París, i el 1932 participà en la col·lectiva d'Artistes Ibèrics a Copenhaguen i París. El 1933 fou convidada una l'exposició del Carnegie Institute de Pittsburgh (EUA) i el 1936 figurà al pavelló espanyol de la Biennal de Venècia. Exposà a Barcelona per primer cop el 1935 a les Galeries Syra i ho feu de no l'any següent. La seva obra posterior, decantada cap al postimpressionisme, tracta preferentment el paisatge i els interiors. La seva pintura més destacada és Un món, un oli de gran format que representa un planeta surrealista, que l'artista pintà als 18 anys i que actualment està conservat al Museu Reina Sofia de Madrid.
El 2005, Ángeles Santos va rebre la Creu de Sant Jordi «en reconeixement a [sic] la gran revelació que va suposar la seva producció de joventut, a cavall entre l'expressionisme i el surrealisme, en el marc de les avantguardes històriques, i que li va valer el reconeixement internacional». Santos va ser germana del poeta i crític d'art Rafael Santos Torroella. Es casà amb el també pintor Emili Grau i Sala. Va tenir un fill, Julià Grau i Santos, que també es va dedicar a la pintura.

## Biografia

### Infantesa
Ángeles Santos va néixer a Portbou, el 7 de novembre de 1911. Filla de Julián Santos Estévez —funcionari de duanes— i Aurelia Torroella, va ser la primera de vuit germans. Al llarg de la seva infantesa, la família va viure a diversos llocs de la zona fronterera (Portbou, la Jonquera, el Portús…) a causa de la feina del pare. El 1921 la família es va establir en un petit poble de la província de Salamanca, on va passar aproximadament tres anys. El 1924 es van traslladar a Ayamonte (Huelva) i fou llavors quan Ángeles va ingressar al Colegio de las Esclavas Concepcionistas del Divino Corazón de Sevilla, lloc on entraria en contacte amb el món de la pintura. Cal dir que la família sempre passava els estius a casa dels avis, a Portbou, poble que Santos qualificà posteriorment com a paradís.
Una de les monges del col·legi va recomanar a la mare d'Ángeles que la nena es dediqués a la pintura i que deixés de formar-se en altres activitats "complementàries", com el piano o el francès, ja que tenia una habilitat especial pel color i el dibuix. Dos anys més tard, la família es va traslladar de nou, aquesta vegada a Valladolid, on els seus pares van inscriure Ángeles a les classes privades del pintor italià Cellino Perotti.

### Primeres exposicions
L'estiu de 1928 va passar una temporada a Saucelle, on va començar a pintar ja de manera seriosa. Quan va tornar, va participar en unes quantes mostres —col·lectives i individuals (a l'Ateneu de Valladolid)— proposades pel polític Alfonso Roca de Togores, i va deixar les Dominiques franceses per dedicar-se íntegrament a la pintura.
Valladolid, entre la dècada de 1920 i principis dels anys 30, vivia una gran efervescència cultural. Segons el crític d'art Josep Casamartina, entre la tardor de 1929 i la primavera de 1930 l'estètica de Santos Torroella va evolucionar de manera vertiginosa, afí als ideals proposats per l'Escola Pictòrica de Valladolid —de tendència figurativa, moderna i propera als ideals de la Generació del 27, com ho demostren les obres dels seus integrants Mariano de Cossío i Sinforiano de Toro— sota la direcció del pintor anglès Cristóbal Hall (o Christopher), i distant de les idees propugnades per l'escola dirigida pel retratista Anselmo Miguel Nieto. Aquesta Generació es va caracteritzar per la independència i pel protagonisme aconseguit per les dones en les arts plàstiques i s'hi han inclòs també artistes com Soledad Martínez García, Maruja Mallo o Remedios Varo.
Entre l'estiu de 1928 i la primavera de 1930, Ángeles Santos va produir una seixantena d'olis, dels quals se'n conserven la meitat. Dos d'aquests quadres es consideren entre les seves obres més importants: Un món —obra de grans dimensions que representa un estrany planeta surrealista— i Tertúlia —també anomenat El cabaret—, quadre inspirat en l'obra d'El Greco. En aquesta època, Santos es dedicava a pintar pràcticament durant totes les hores de dia. Moltes de les obres d'aquest període actualment estan desaparegudes; foren destruïdes per la mateixa autora o ocultades amb altres pintures.
Després de realitzar un parell de mostres a Valladolid que van causar sensació, la participació en el IX Salón de Otoño de Madrid l'any 1929 —amb les obres Un món, Autoretrat i Noies—, li va fer augmentar la seva fama, sobretot gràcies a la seva obra mestra de grans dimensions. Fins i tot Federico García Lorca es va interessar per la pintora, amb la qual es va arribar a trobar personalment.

### Èxit
Després del Salón de Otoño, hi va haver una allau d'elogis cap a l'autora, amb la publicació d'articles i crítiques de la mà d'intel·lectuals i crítics com Jorge Guillén, Ramón Gómez de la Serna, Manuel Abril, Juan Ramón Jiménez, Federico García Lorca, Guillem Díaz-Plaja i Joan Teixidor.
Després del gran èxit de l'exposició a Madrid, va participar en altres mostres, com ara la del Lyceum Club de Madrid (1929) i la del Círculo de Bellas Artes de la mateixa ciutat (1930). El 1930 va tornar a participar en el Salón de Otoño (a la desena edició), el qual la va consagrar definitivament. Seguidament va exposar a París (1931), a la Societat d'Artistes Ibèrics de Sant Sebastià (1932), Oslo (1932) i novament París (1932). L'any següent seria convidada a exposar a la mostra col·lectiva del Carnegie Institute de Pittsburgh (Estats Units d'Amèrica). En aquesta època va establir una amistat que duraria molt am Ramón Gómez de la Serna.

### Matrimoni i canvi d'estil
Paradoxalment, l'èxit va anar acompanyat d'una gran inactivitat, també pictòrica, bé per haver relegat l'art a un segon pla a causa del seu matrimoni i el naixement del seu fill Julián (i també de la Guerra Civil espanyola) o, com assenyala Mercedes Prado, perquè la seva estètica, enfront del noucentisme català, entrà en crisi després de ser qualificada de dura i poc amable a causa del seu accent expressionista i fosc cromatisme.
El 1933 es traslladà a Barcelona, ciutat on es va casar amb el pintor Emili Grau Sala el 1936. El contacte amb l'obra de Grau Sala, de temes alegres i actitud optimista, proporcionà a Santos tota una nova manera d'afrontar la creació artística i, quan tornà a pintar —pels volts de l'any 1935— les seves obres s'endolciren i va abordar temes com el retrat —que ja havia cultivat en l'etapa anterior—, els interiors ciutadans i els paisatges marítims de la ciutat comtal, motius que alguns crítics contemporanis li van retreure per la seva empremta postimpressionista. El 1936 va figurar al pavelló espanyol de la Biennal de Venècia amb un retrat de la seva germana Anita, ja pertanyent a aquest segon període. A causa de la guerra, Grau i Santos es van separar: el marit va anar a viure a París i Santos, embarassada, va preferir quedar-se amb la seva família i establir-se a Canfranc. El fill, Julián, va néixer el 1937, i no va conèixer el seu pare fins al 1945. Entre 1949 i 1954, Santos va residir entre Portbou i Figueres; a la segona ciutat, el 1951 va fer una exposició que va passar desapercebuda. El 1962, Santos i Grau van reprendre la relació —vivien entre París, Barcelona i Sitges— i Santos va començar a pintar de nou, de forma gradual, tot i que rarament mostrà la seva obra públicament. El 1975 va morir el seu marit.

### Reconeixements
A finals del segle xx Ángeles Santos va començar a rebre homenatges, i alguns dels seus quadres van anar a parar a museus importants, com Un món i Tertúlia (Museu Reina Sofia de Madrid). El reconeixement més important va tenir lloc el 2005, quan va rebre la Creu de Sant Jordi, atorgada per la Generalitat de Catalunya.
El 2011 el poble de Portbou va commemorar el centenari de l'artista editant un opuscle biogràfic escrit per Anna Capella, organitzant una conferència de Vinyet Panyella (Visions de la pintora Ángeles Santos) i organitzant una exposició col·lectiva —amb el títol (Re)visions del món— coordinada per Cristina Massanés, on diversos artistes van fer la seva interpretació de l'obra Un món. L'escriptora Rosa Font i Massot va guanyar el Premi de Novel·la Llorenç Villalonga del 2014 amb el llibre La dona sense ulls, basat en la vida d'Ángeles Santos Torroella. L'artista moriria la tardor del 2013 a Madrid.

## Obra
L'obra de Santos Torroella es pot dividir en tres etapes, particularitzades per la seva estada a les ciutats de Valladolid, Madrid i Barcelona.

### Etapa de Valladolid i Madrid
Algunes de les primeres obres d'Ángeles Santos foren La tia Marieta i Nens al jardí, ambdues pintades a Portbou, on passava els estius; però va ser a Valladolid on va pintar dues de les seves obres cabdals, Un món i Tertúlia. En els seus treballs primerencs s'inspirava en les esglésies i els seus retaules i pintures, i també en les talles de dues figures importants de la Valladolid de l'època renaixentista: Juan de Juni i Berruguete.

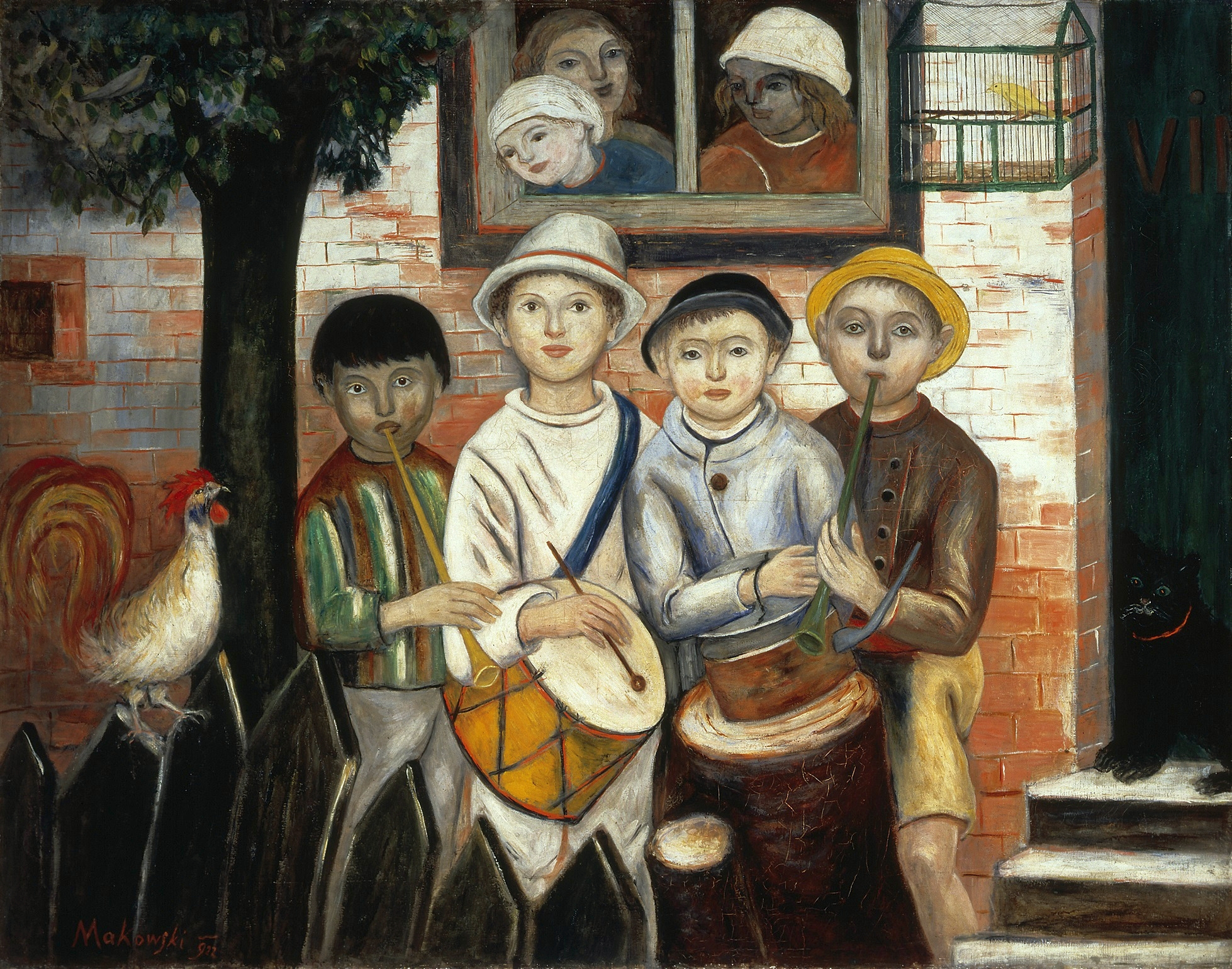
Concert Infantil (Kapela dziecieca), obra de Tadeusz Makowski que, segons Casamartina, va poder influenciar Ángeles Santos

Les primeres obres val·lisoletanes de l'artista van tenir com a font d'inspiració artística les imatges impreses a la revista dirigida per Christian Zervos Cahiers d'Art, publicació francesa que, com apunta Casamartina, divulgava obra d'artistes contemporanis però també art ètnic i art prehistòric. D'altra banda, l'historiador brinda importància al llibre de Franz Roh After expressionism: Magical Realism: Problems of the newest European painting, que havia estat el llibre de capçalera per a diversos artistes espanyols de l'època. Casamartina senyala, entre els models que Santos va poder trobar a les il·lustracions del llibre, les obres Arribista de Heinrich Maria Davringhausen, Autoretrat amb model d'Otto Dix i Concert Infantil de Tadeusz Makowski, després d'apreciar la concomitància que mantenien aquestes obres amb les pintures realitzades per l'artista l'any 1928 Retrat de la Marquesa de Alquibla i Autoretrat.
Les obres van ser exposades a l'Ateneu de Valladolid l'abril del 1929 al costat del llenç Tres caps de dona, obres inicials on els personatges són tractats de manera antinatural: figures deformes, abstretes, immerses en un ambient ombrívol. Com senyala Casamartina, aquesta darrera va implicar l'entrada definitiva de Santos al surrealisme, tendència en la qual s'inscriu la seva obra més cèlebre: Un món.
L'artista va treballar Un món simultàniament amb Tertúlia entre abril i setembre de 1929. Si bé, en l'obra Tertúlia —titulada inicialment El cabaret—, va tenir com a font d'inspiració la poesia de Juan Ramón Jiménez, aquesta representa, dins el conjunt de la seva obra, la més propera a la nova objectivitat alemanya pel que fa a la influència estrangera, mentre que els models de les figures, d'estètica estilitzada i deforme, s'aproximen a l'obra d'El Greco. Pel que fa als precedents directes d'Un món, Josep Casamartina entreveu diversos models entre els quals hi ha La masia de Joan Miró, en haver estat l'obra inclosa al llibre de Roh; els dibuixos realitzats a la Residencia de Estudiantes de Madrid per Salvador Dalí, on destaca la composició narrativa en forma de retaule i la convergència de diverses accions de manera simultània i, finalment, els personatges presos de les obres de Walter Spies, presentats també en el llibre de Roh, Casa al costat de l'estany, Adéu i Oncle viu; nocturns compostos de manera lliure on els canvis d'escala són radicals. També li va influir la tendència del realisme màgic.
Després de la seva estada a Madrid, i després de consolidar el seu èxit amb diverses exposicions, la tendència artística de Santos va començar a canviar. El nou període es caracteritza per vincular la pintura de Santos al moviment místic i realista de l'art expressionista, tenint com a models figuratius les Pintures Negres de Francisco de Goya i els personatges de l'obra de José Gutiérrez Solana. Així doncs, la fractura expressionista es troba en la sèrie de quadres Els nens captaires on la pinzellada de l'artista adquireix textura i, al mateix temps, perd concisió; també comporta un allunyament dels somnis i un interès per l'expressió i la realitat.
El seu germà Rafael Santos i Torroella, crític d'art, va parlar de l'etapa primerenca d'Ángeles en un article titulat «Angelita (Recuerdo)» a El Noticiero Universal.
| «                                  | (castellà) Y acertaba al no decirse, porque Angelita, joven pintora —dieciocho años tan sólo— súbitamente aparecida como un meteoro en el impávido cielo de la meseta, ¿qué podía saber de marbretes semejantes, encerrada allí, a solas con la Pintura en la silenciosa y soñolienta ciudad castellana? […] Pienso ahora, melancólicamente, en esas muchas obras que se han perdido de Angelita. | (català) I encertava en no dir-se, perquè l'Angelita, jove pintora —divuit anys només— sobtadament apareguda com un meteor a l'impàvid cel de la meseta, què podia saber de marbrets semblants, tancada allà, sola amb la Pintura a la silenciosa i somnolenta ciutat castellana? […] Penso ara, melangiosament, en aquestes moltes obres que s'han perdut de l'Angelita. | » |
| — Rafael Santos i Torroella (1967) | | |   |

### Retorn a Catalunya
L'activitat pictòrica de l'artista va patir una aturada entre els anys 1931 i 1932. No seria fins al 1933, quan es va traslladar a Portbou, que va tornar a exercir la pràctica artística. El 1935 va reprendre el contacte amb el públic amb la primera exposició realitzada a Barcelona amb el suport de la Galeria d'Art Syra, però la mostra va fracassar en posseir un caràcter tenebrós i una estètica allunyada del noucentisme català, moviment regnant a la Catalunya de l'època. Després del revés, Santos va conèixer, a través d'Ignasi Agustí, el pintor i il·lustrador Emili Grau i Sala, artista que es va convertir en el seu marit el 1936. El casament amb Grau i Sala va implicar un canvi en l'estil, com demostren les obres d'aquest període i les presentades a la Biennal de Venècia del 1936, on apareix lleuger i eteri.
Quan esclata la Guerra Civil espanyola, l'artista es trasllada a Osca i se separa del seu marit, qui s'exilia a París. A la ciutat aragonesa s'hi estableix amb els seus pares i, després de donar a llum el seu fill Julià, és contractada en un col·legi dirigit per religioses per donar classes de dibuix. El 1941 exposa de manera individual a la Sala Libros de Saragossa i, el 1942, presenta un autoretrat com a convidada a l'Exposició Nacional de Belles Arts realitzada a la Ciutat Comtal. El 1945 es trasllada a la capital espanyola i realitza dues mostres, una a la Galería Estilo i una altra al Colegio Mayor de Santa Teresa de Jesús de la Universitat de Madrid, caracteritzades ambdues per mostrar obres de diferents períodes. El 1955 és convidada a exposar a la III Biennal Hispanoamericana celebrada a Barcelona.
A partir de 1969, l'artista s'inicia en el gènere del paisatge. Pinta les ciutats de París, Barcelona, Cadaqués i Sitges, influïda per la represa de la relació amb el marit, el pintor Emili Grau. Aquestes obres van ser exhibides, al costat de les seves obres val·lisoletanes, a la Sala Parés el 1974. L'any següent, la trajectòria artística de Santos es va popularitzar de nou gràcies a les mostres dutes a terme a la Sala Nonell, la Galeria Dau al Set i la Galeria Multitud; aquesta última organitzada per Ángel González i per Francisco Calvo Serraller.
Als anys vuitanta destaca l'exposició antològica realitzada al Museu de l'Empordà, la publicació d'un número monogràfic per l'editorial Cuadernos Guadalimar i una exposició col·lectiva, realitzada el 1989, al centre de divulgació Arts Santa Mònica titulada El surrealisme a Catalunya. Altres mostres importants de les quals formaren part algunes obres de Santos Torroella van ser Picasso, Miró i Dalí i els orígens de l'Art Contemporani a Espanya 1900-1936, realitzada el 1991, i AC Avatguardes a Catalunya 1906-1939, produïda el 1992.

## Obres destacades
- Un món, exposada al Museu Reina Sofia de Madrid.[10]
- La Terra, exposada al Museu de l'Empordà de Figueres.[44]
- Tertúlia, exposada al Museu Reina Sofia de Madrid.[45]
- Retrat de José María Lafarga Santos, al Museu Nacional d'Art de Catalunya.[46]
- Nena (retrat de Conxita), al Museu Nacional d'Art de Catalunya.[46]

## Exposicions
L'octubre de 1929 l'artista va participar en el IX Salón de Otoño, celebrat al Palacio de Exposiciones del Retiro a Madrid, amb les obres Un món, Autoretrat i Nenes. Després de l'èxit obtingut, l'artista va ser convidada a exposar al Lyceum Club i, el febrer de 1930, en una exposició celebrada al Círculo de Bellas Artes.
L'any 1930 va ser molt especial per a l'artista, ja que se li va atorgar una sala exclusiva per a l'exposició de les seves obres al X Salón de Otoño madrileny. El llenç Nenes fent música (1929) va formar part de les obres mostrades. Aquesta obra constitueix l'exemple en què els crítics albiren una estètica semblant a l'obra prèvia al període raionista de Natàlia Gontxarova.
El 1931 l'artista va viatjar a la ciutat de Sant Sebastià per establir-se amb la seva família; lloc on va contactar amb els arquitectes i intel·lectuals José Manuel Aizpurúa i Joaquín Labayen, integrants del Grup Nord del GATEPAC. En aquesta ciutat va exposar al Saló de Te Yacaré i va preparar una individual per a la Galerie Charles-August Girard de París.

### Llista d'exposicions
| Any  | Espai                                                 | Ciutat               | Descripció                                                                    | Referència |
| ---- | ----------------------------------------------------- | -------------------- | ----------------------------------------------------------------------------- | ---------- |
| 1928 | Círculo Mercantil                                     | Valladolid           | Exposició col·lectiva                                                         |            |
| 1929 | Ateneo                                                | Valladolid           | Primera exposició individual                                                  |            |
| 1929 | Lyceum Club                                           | Madrid               | IX Salón de Otoño                                                             |            |
| 1930 | Círculo de Bellas Artes                               | Madrid               | X Salón de Otoño de Madrid (Sala pròpia)                                      |            |
| 1930 | Universitat de Califòrnia                             | Califòrnia           | Exposició d'Art Espanyol                                                      |            |
| 1931 | Saló de te Yacaré                                     | Sant Sebastià        | Exposició individual                                                          |            |
| 1931 | Galeria Charles-August Girard                         | París                | Exposició individual                                                          |            |
| 1931 | Carnegie Institute                                    | Pittsburgh           | International Exhibition of Paintings                                         |            |
| 1931 |                                                       | Oslo                 | Exposició d'Art Espanyol                                                      |            |
| 1931 |                                                       | Sant Sebastià        | Sociedad de Artistas Ibéricos                                                 |            |
| 1932 | Galerie Flechtheim                                    | Berlín i Copenhaguen | Societat d'Artistes Ibèrics (col·lectiva)                                     |            |
| 1933 | Carnegie Institute                                    | Pittsburgh           | Thirty-first Annual International Exhibition of Paintings                     | [ 47 ]     |
| 1933 |                                                       | Madrid               | Salón de Otoño                                                                |            |
| 1935 | Galeria d'Art Syra                                    | Barcelona            | Exposició individual                                                          |            |
| 1936 | XXa Biennal de Venècia                                | Venècia              | Mostra Spagnuola                                                              | [ 48 ]     |
| 1936 |                                                       | París                | Exposició d'Art Espanyol Contemporani                                         |            |
| 1936 | Galeria Syra                                          | Barcelona            |                                                                               |            |
| 1941 | Sala de los libros                                    | Saragossa            | Exposició individual                                                          |            |
| 1941 | Círculo de Bellas Artes                               | Madrid               | Primera Exposición Nacional de Arte                                           | [ 49 ]     |
| 1942 |                                                       | Barcelona            | Exposició Nacional de Belles Arts                                             |            |
| 1942 | Casa del Llibre                                       | Barcelona            |                                                                               |            |
| 1945 | Galería Estilo                                        | Madrid               | Exposició individual                                                          |            |
| 1946 | Universitat de Madrid                                 | Madrid               | Exposició individual al Colegio Mayor de Santa Teresa de Jesús                |            |
| 1951 | Galeries Fortunet                                     | Figueres             | Exposició individual                                                          |            |
| 1955 |                                                       | Barcelona            | II Biennal Hispanoamericana d'Art                                             |            |
| 1966 | Col·legi Oficial d'Arquitectes de Catalunya i Balears | Barcelona            | Col·lectiva                                                                   |            |
| 1967 |                                                       | Barcelona            | Convidada al VI Saló Femení d'Art Actual                                      |            |
| 1969 | Sala Rovira                                           | Barcelona            | Exposició individual                                                          |            |
| 1974 | Sala Parés                                            | Barcelona            | Exposició individual                                                          |            |
| 1975 | Sala Nonell                                           | Barcelona            | Exposició individual                                                          |            |
| 1975 | Galeria Dau al Set                                    | Barcelona            | Exposició col·lectiva                                                         |            |
| 1977 | Museu de l'Empordà                                    | Figueres             | Exposició Surrealistes empordanesos                                           | [ 50 ]     |
| 1978 | Galería El Cisne                                      | Madrid               | Exposició individual                                                          |            |
| 1979 | Galeria Agora 3                                       | Sitges               | Exposició individual                                                          |            |
| 1981 | Galeria Xaló                                          | Saragossa            | Exposició individual                                                          |            |
| 1982 | Galería Alençon                                       | Madrid               | Exposició                                                                     |            |
| 1984 | Centro Cultural Conde Duque                           | Madrid               | Mujeres en el arte Español contemporáneo, 1900-1984 (col·lectiva)             | [ 51 ]     |
| 1983 | Galeria Odile                                         | Saragossa            | Exposició individual                                                          |            |
| 1986 | Museu de l'Empordà                                    | Figueres             | Retrospectiva                                                                 |            |
| 1988 | Galería Juan Gris                                     | Madrid               | Exposició individual                                                          |            |
| 1988 | Centre d'Art Santa Mònica                             | Barcelona            | Surrealisme a Catalunya 1924-1936. De l'Amic de les Arts al Logicobofisme     | [ 52 ]     |
| 1992 | La Pedrera                                            | Barcelona            | Avantguardes artístiques a Catalunya 1906-1939                                | [ 53 ]     |
| 1992 | Museu Reina Sofia                                     | Madrid               | Picasso, Miró, Dalí y los orígenes del Arte Contemporáneo en España 1900-1936 | [ 54 ]     |
| 1995 | Fundación Cultural Mapfre Vida                        | Madrid               | Exposició col·lectiva, El Autorretrato en España. De Picasso a nuestros días  | [ 55 ]     |
| 1996 | Juan Gris Galería de arte                             | Madrid               | Exposició individual                                                          |            |
| 1997 | Musée d'Art Moderne de la Ville de Paris              | París                | Les années 30 en Europe                                                       |            |
| 1997 | Fundació "La Caixa"                                   | Madrid               | Madrid Barcelona, 1930-1936. La tradición de lo nuevo                         | [ 56 ]     |
| 1998 | Sala de exposiciones de Plaza de España               | Madrid               | Imágenes para una generación poética (1918-1927-1936)                         | [ 57 ]     |
| 1998 | Galeria Agora 3                                       | Sitges               | Exposició individual                                                          |            |
| 1999 | Museu d'Art Modern de Barcelona                       | Barcelona            | Fora d'ordre, dones de la Vanguardia espanyola (col·lectiva)                  | [ 58 ]     |
| 1999 | Albert Gallery                                        | Pozuelo              | Exposició individual                                                          |            |
| 2001 | Albert Gallery                                        | Pozuelo              | Mostra antològica                                                             |            |
| 2001 | CCCB                                                  | Barcelona            | Rèquiem per l'escala (col·lectiva)                                            | [ 59 ]     |
| 2002 | Albert Gallery                                        | Pozuelo              | Exposició individual                                                          | [ 60 ]     |
| 2003 | Museo de Arte Contemporáneo Español Patio Herreriano  | Valladolid           | Retrospectiva                                                                 | [ 61 ]     |
| 2003 | Sala d'Exposicions de Bilbao Bizkaia Kutxa            | Bilbao               | Retrospectiva                                                                 | [ 62 ]     |
| 2008 | Sala Àgora                                            | Barcelona            | Dels fons a la superfície                                                     | [ 63 ]     |
| 2011 | Albert Gallery                                        | Pozuelo              | Exposició col·lectiva Reencuentro                                             | [ 64 ]     |
| 2012 | Museu de l'Empordà                                    | Figueres             | Trajectòria artística Ángeles Santos. Pintura                                 | [ 65 ]     |
| 2013 | Edifici Miramar                                       | Sitges               | Retrospectiva                                                                 |            |

## Premis i reconeixements

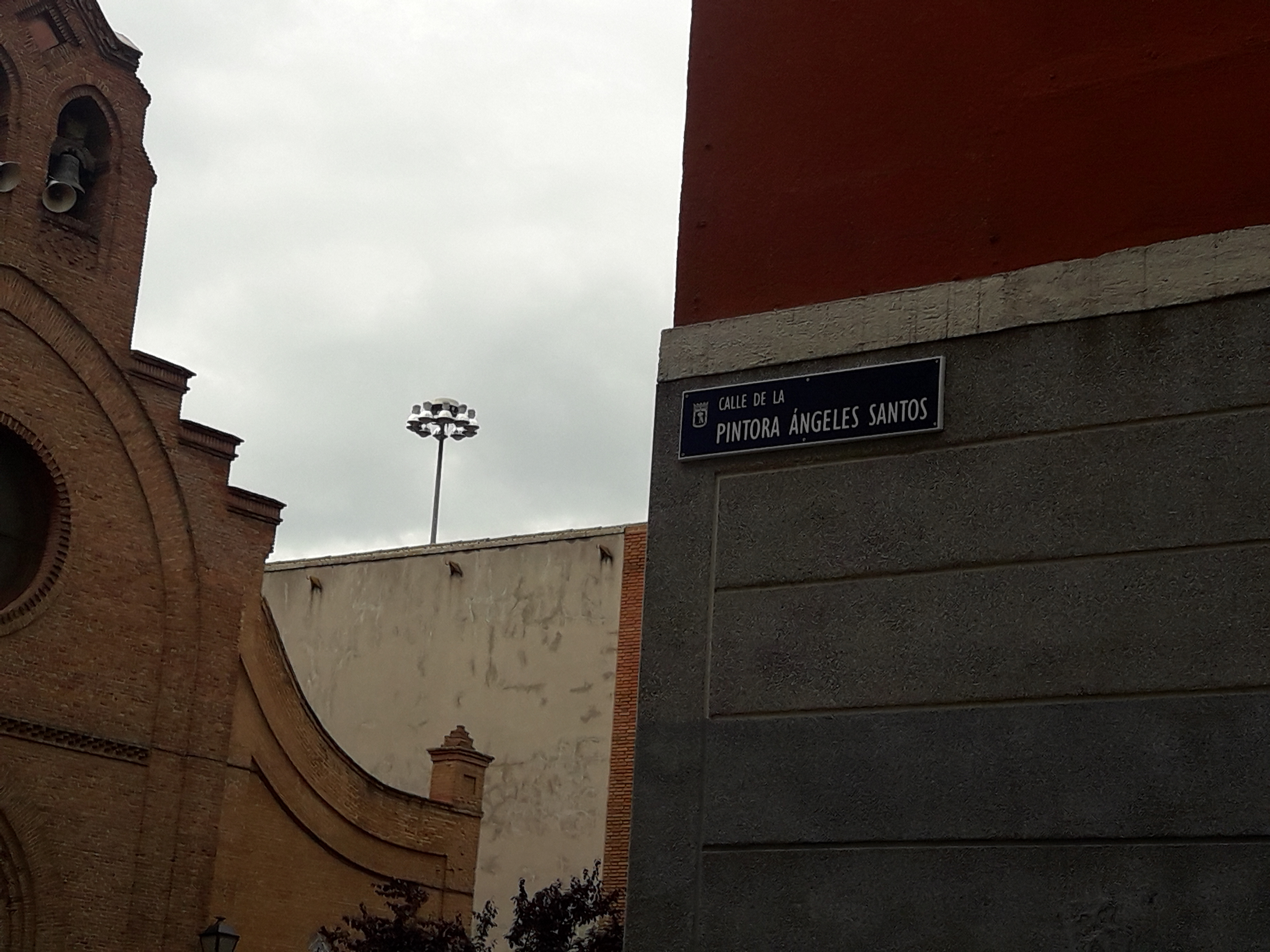
Carrer de la Pintora Ángeles Santos, a Madrid (fins 2018, carrer del Turó Garabitas).

- 2005: Premi Creu de Sant Jordi, atorgat per la Generalitat de Catalunya
- 2011: Diversos actes arran del centenari de l'artista, com el que es va dur a terme a la plaça dels artistes de Sitges.[66]